# Microrégion de Colatina
La microrégion de Colatina est l'une des trois microrégions qui subdivisent le nord-ouest de l'État de l'Espírito Santo au Brésil.
Elle comporte 7 municipalités qui regroupaient 195 644 habitants en 2006 pour une superficie totale de 4 361 km2.

## Municipalités[1]
- Alto Rio Novo
- Baixo Guandu
- Colatina
- Governador Lindenberg
- Marilândia
- Pancas
- São Domingos do Norte